# Torrecillas de la Tiesa
Torrecillas de la Tiesa ist eine südwestspanische Kleinstadt und eine Gemeinde (municipio) mit 1.047 Einwohnern (Stand: 2024) in der Provinz Cáceres (Extremadura). 

## Lage und Klima
Torrecillas de la Tiesa liegt im Süden der Provinz Cáceres in einer Höhe von knapp 510 m. Die Entfernung zur Hauptstadt Cáceres beträgt 75 km (Fahrtstrecke) in westsüdwestlicher Richtung. Das Klima ist meist warm und trocken; der eher spärliche Regen (ca. 697 mm/Jahr) fällt hauptsächlich im Winterhalbjahr.

## Bevölkerungsentwicklung
| Jahr      | 1970 | 1981 | 1991 | 2001 | 2011 | 2021 |
| Einwohner | 1509 | 1407 | 1303 | 1190 | 1196 | 1075 |

## Sehenswürdigkeiten
- Katharinenkirche

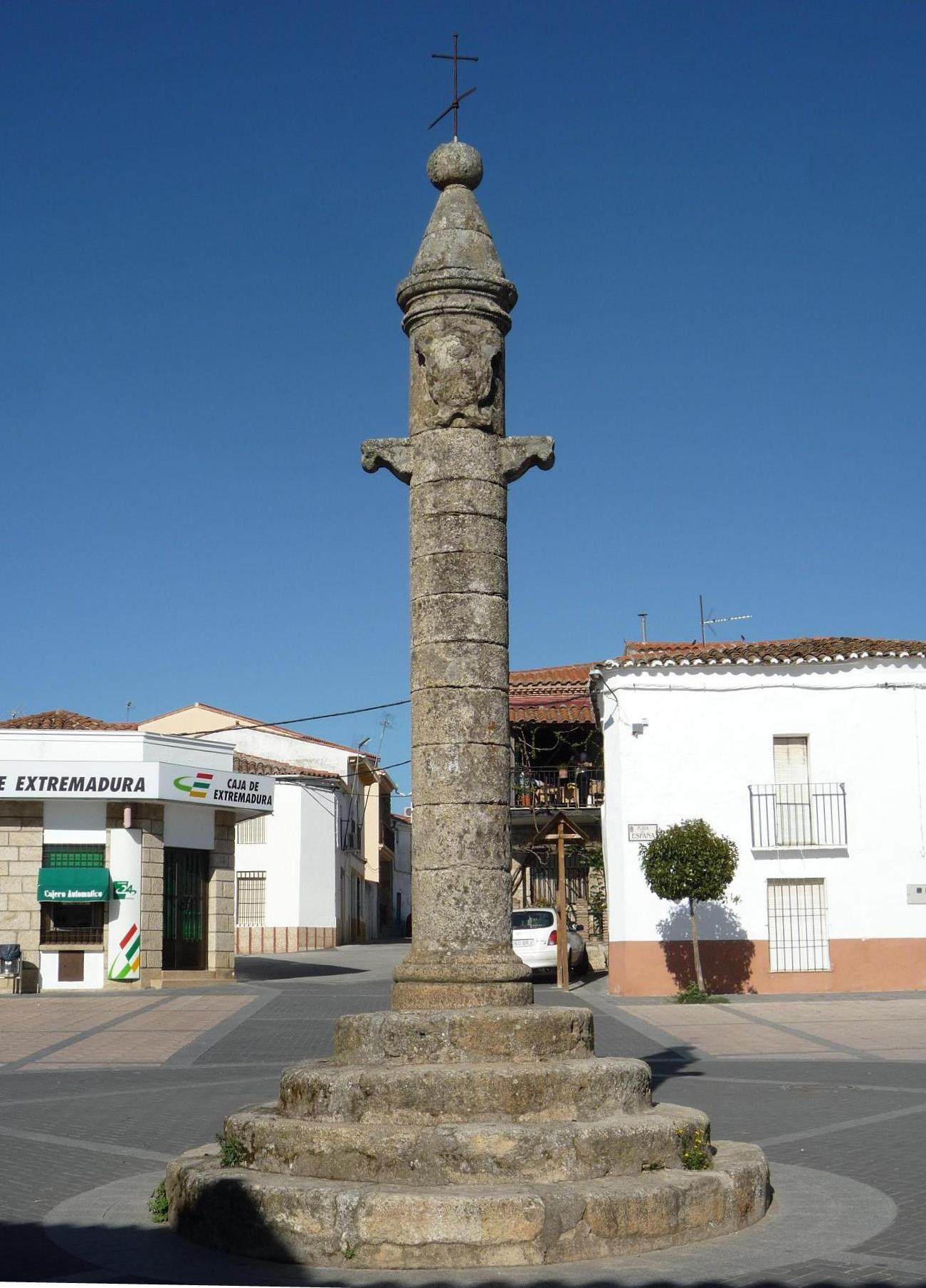
Gerichtssäule

- Gerichtssäule